# رودولفوس هولاند دويل
رودولفوس هولاند دُويل (بالإنجليزية: Rodolphus Holland Duell) (20 ديسمبر 1824 – 11 فبراير 1891)، ويُعرف أحيانًا باسم روبرت دُويل، كان محاميًا وسياسيًا أمريكيًا من ولاية نيويورك. شغل عضوية مجلس النواب الأمريكي، وتولى لاحقًا منصب مفوض مكتب براءات الاختراع الأمريكي في العاصمة واشنطن.

## النشأة والتعليم
وُلد دُويل في مقاطعة ماديسون بولاية نيويورك. تلقى تعليمه الابتدائي في المدارس المحلية، ثم درس القانون وتخرّج ليُمارس مهنة المحاماة في مدينة كورتلاند بولاية نيويورك، حيث بدأ حياته المهنية كمحامٍ.

## الحياة السياسية
انتخب دُويل نائبًا في مجلس النواب الأمريكي ممثلًا عن ولاية نيويورك، حيث خدم في عدة دورات تشريعية ضمن الحزب الجمهوري. عُرف بمشاركته في مناقشة قضايا متعلقة بالإصلاحات التشريعية والقانونية في مرحلة ما بعد الحرب الأهلية الأمريكية.

## مفوض براءات الاختراع
في عام 1875، عُيِّن دُويل مفوضًا لمكتب براءات الاختراع الأمريكي، وهو المنصب الذي مكّنه من الإشراف على تنظيم شؤون الابتكارات وحماية الملكية الفكرية في الولايات المتحدة. وخلال فترة توليه لهذا المنصب، ساهم في تحسين إجراءات تسجيل البراءات وتنظيم الملفات.

## وفاته
توفي رودولفوس هولاند دُويل في 11 فبراير 1891 عن عمر ناهز 66 عامًا. وقد دُفن في مقبرة غلينوود بمدينة كورتلاند، نيويورك.